# ORC5
ORC5‏ (Origin recognition complex subunit 5) هوَ بروتين يُشَفر بواسطة جين ORC5 في الإنسان.